# Ahmet Davutoğlu
Ahmet Davutoğlu (Taşkent, 26 februari 1959) is een Turkse politicoloog en diplomaat. Tussen 2014 en 2016 was hij de premier van Turkije. 

## Loopbaan
Davutoğlu werd op 1 mei 2009 benoemd tot minister van Buitenlandse Zaken van Turkije, voorafgaand was hij de hoofdadviseur van de minister-president van de Republiek Turkije. Na daags tevoren tot voorzitter van de AKP te zijn gekozen, volgde hij op 28 augustus 2014 Recep Tayyip Erdoğan op als premier, nadat deze president was geworden. Het gezag van minister-president Davutoğlu kwam echter in toenemende mate op gespannen voet te staan met het machtsstreven van president Erdoğan, die in Turkije een autoritair presidentieel systeem wil invoeren. Daarnaast waren er ook speculaties dat president Erdoğan zichzelf gepasseerd voelde doordat Davutoğlu eigenhandig een vluchtelingendeal sloot met de Europese Unie. Dit leidde begin mei 2016 tot speculaties in de internationale media over een mogelijk aftreden. Op 5 mei 2016 verklaarde Davutoğlu, nadat hij met Erdoğan 1,5 uur een overleg had in diens presidentieel paleis, dat hij zich bij het plotseling ingelaste buitengewoon partijcongres van de AKP op 22 mei 2016 niet langer kandidaat zou stellen voor de functie van partijvoorzitter. Volgens de statuten van de AKP moest hij bij het verlies van het partijvoorzitterschap ook als minister-president aftreden. Op het buitengewoon partijcongres van 22 mei werd Binali Yıldırım tot nieuwe partijvoorzitter gekozen, waarna hij Davutoglu ook als premier opvolgde. Op 2 september 2019 werd hij met drie andere parlementariërs uit de AKP gezet.
Op 12 december 2019 richtte hij de Partij voor de Toekomst op. Bij de eerste vergadering van de partij op 19 december 2019 werd hij verkozen tot partijleider. Onder zijn leiding voegde de partij zich bij een alliantie van oppositiepartijen tegen president Erdoğan.